# Klaus Hensel

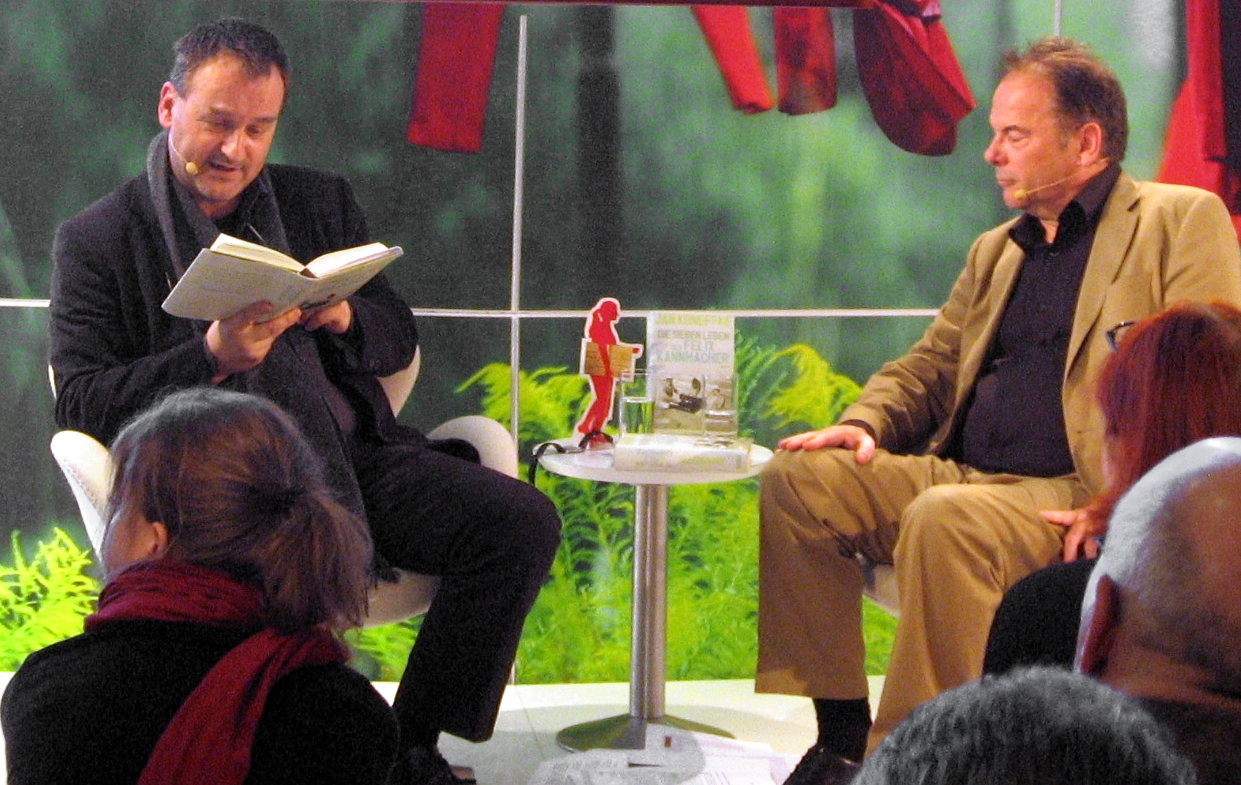
Klaus Hensel (rechts) bei einer Lesung von Jan Koneffke

Klaus Hensel (* 14. Mai 1954 in Brașov, Volksrepublik Rumänien) ist ein deutscher Schriftsteller und Journalist.

## Leben
Nach dem Abitur am Johannes Honterus Lyzeum in Brașov studierte er an der Universität Bukarest Germanistik und Anglistik. 1978 schloss er das Studium mit einer Diplomarbeit über Johannes Bobrowski ab. Anschließend unterrichtete er Deutsch und Englisch an einer Bukarester Schule, begann zu schreiben und knüpfte literarische Kontakte zu anderen deutschsprachigen Autoren Rumäniens wie Franz Hodjak. Ab 1979 arbeitete er als Lektor der Verlage Kriterion und Meridiane in Bukarest. 1981 übersiedelte er in die Bundesrepublik Deutschland, wo er sich als freischaffender Autor in Frankfurt am Main niederließ. Von 1983 bis 1984 lebte er in Berlin als Stipendiat des Literarischen Colloquiums.
Seit 1984 ist Klaus Hensel Mitarbeiter des Hessischen Rundfunks, zunächst als freier Autor und Moderator der Sendungen Die Alternative und Radioskop in der Kulturabteilung des Hörfunks. In den 1990er Jahren verlagerte er seinen journalistischen Schwerpunkt, war vor allem als Fernsehautor u. a. für die ARD-Kulturmagazine Kulturreport und ttt – titel, thesen, temperamente unterwegs und arbeitete regelmäßig für das 3sat-Magazin Kulturzeit.
Seit 2003 ist er leitender Redakteur der Literaturredaktion im hr-fernsehen und Redakteur des ARD-Literaturmagazins druckfrisch. Seit 2004 ist er auch Redakteur des deutsch-französischen Kulturmagazins Metropolis auf ARTE. Klaus Hensel gehört dem PEN-Zentrum Deutschland an und lebt heute in Altenstadt.

## Auszeichnungen
- 1983 Arbeitsstipendium des Leonce-und-Lena-Preises[1]
- 1984 Förderpreis des Marburger Literaturpreises
- 1986 Förderpreis des Friedrich-Hölderlin-Preises der Stadt Bad Homburg
- 1988 Kranichsteiner Literaturpreis
- 1989 Deutscher Sprachpreis, gemeinsam mit Herta Müller, Gerhardt Csejka, Helmuth Frauendorfer, Johann Lippet, Werner Söllner, William Totok, Richard Wagner
- 1992 Rom-Preis der Deutschen Akademie Villa-Massimo-Arbeitsstipendium
- 1993 Frankfurter Poetikvorlesungen
- 1994 Stipendium der Deutschen Akademie Villa Massimo in Rom

## Werke
- Das letzte Frühstück mit Gertrude. Gedichte. Dacia, Cluj-Napoca 1980
- Oktober, Lichtspiel. Gedichte. Frankfurter Verlagsanstalt, 1988, ISBN 3-627-10050-6
- Stradivaris Geigenstein. Gedichte. Frankfurter Verlagsanstalt, 1990, ISBN 3-627-10051-4
- Summen im Falsett. Gedichte und Bilanzen aus dem Stracciafoglio Romano. Deutsche Akademie Villa Massimo, Rom 1995
- Humboldtstraße, römisches Rot. Liebesgedichte. Schöffling & Co., Frankfurt 2001, ISBN 3-89561-131-X[2]